# Севилья (футбольный клуб)
«Севи́лья» (исп. Sevilla Fútbol Club, испанское произношение: [seˈβiʎa ˈfuðβol ˈkluβ]) — испанский профессиональный футбольный клуб из одноимённого города. Образован 25 января 1890 года. Выступает в Ла Лиге. Домашние матчи проводит на стадионе «Рамон Санчес Писхуан», вмещающем 42 714 зрителей.
«Севилья» является самым успешным клубом в истории Лиги Европы УЕФА, её футболисты становились обладателями трофея чаще, чем любой другой клуб. По итогам розыгрыша 2022/2023 «Севилья» завоевала 7-й по счёту трофей, обыграв в финале итальянскую «Рому» по пенальти со счётом 4:1.

## История
28 февраля 1890 года в газете «Las Provinsias» было опубликовано обращение к руководству «Рекреативо», старейшего испанского футбольного клуба, с предложением провести товарищеский матч, подписанное Исайясом Уайтом, секретарём «Sevilla Foot-Ball Club». 8 марта того же года состоялся матч, признанный первым официальным матчем в истории испанского футбола. Севильский же клуб, обладавший всеми атрибутами самостоятельной организации, вскоре распался, проведя ещё 6 матчей против «Рекреативо». Большинство его игроков занялись другими видами спорта, преимущественно греблей.
14 октября 1905 года собравшийся кружок энтузиастов и любителей футбола официально зарегистрировал в муниципалитете Севильи организацию «Sevilla Foot-Ball Club». Его президентом был назначен Хосе Луис Гальегос, в правление клуба входило 5 человек, а в команде насчитывалось 23 игрока, 4 из которых были англичане. В качестве своего поля клуб первоначально использовал участок, известный как Огород Марианы (нынешняя площадь Америки). Потом команда играла на лугу в районе Сан-Себастьян, там же «Севилья» проводила свои первые официальные матчи. В 1907 году команда впервые провела выездной матч, против «Рекреативо».
В октябре 1908 года в местных газетах сообщалось о наборе в команду желающих играть в футбол, которых оказалось так много, что хватило на 4 состава, включая молодёжный. В январе 1909 года «Севилья» на ипподроме «Де Пинеда» разгромила «Рекреативо» со счётом 4:0, все средства от продажи билетов на матч (5 400 песет) пошли на помощь пострадавшим от Мессинского землетрясения. Кроме того, эта игра способствовала росту интереса к футболу в городе, стали появляться новые клубы. В ноябре 1909 года «Севилья» провела свой первый матч против земляков, команды «Севилья Баломпье», а в 1910 году был организован первый Кубок Андалусии с участием трёх команд. В феврале того же года был основан футбольный клуб «Бетис», к которому переметнулся ряд игроков «Севильи». В 1912 году все 4 андалусийских клуба стали вести переговоры о создании Андалусийской федерации футбола, которые успешно завершились лишь в 1915 году. Тогда же у клуба появилось и подобие первого стадиона. Президенту клуба Хосе Марии Миро Трепатсу удалось за гроши приобрести у муниципальных властей сан-себастьянский луг, на котором была возведена небольшая деревянная трибуна и огорожено проволокой игровое поле.
С сезона 1916/17 клуб начал регулярно выигрывать Кубок Андалусии. В 1929 году «Севилья» по итогам года стала победителем Сегунды, но не смогла обыграть в раунде плей-офф «Расинг Сантандер» и осталась в Сегунде. Вторая попытка попасть в Примеру была близка к успеху в сезоне 1930/31, но клуб стал лишь вторым. При этом соперники из «Бетиса» в сезоне 1931/32 смогли сделать то, что не удавалось «Севилье» — начать следующий сезон в Примере. Тем не менее в сезоне 1933/34 «Севилья» наконец-таки смогла пробиться в высший дивизион Испании. А уже в 1935 году оба андалусийских клуба выиграли главные испанские турниры — «Бетис» впервые стал чемпионом страны, а «Севилья» взяла Кубок Испании.
На период гражданской войны чемпионат не проводился, но, к возобновлению игр между клубами в 1939 году, «Севилья» вышла в лидеры испанского футбола — выиграла свой второй кубок, а в сезоне 1939/40 стала вице-чемпионом Испании. Этот же результат команда смогла повторить в сезоне 1942/43, а спустя 3 года впервые стала чемпионом страны. Это чемпионство клуба, как и самый первый Кубок Испании, является заслугой тренера Рамона Энсинаса и остаётся единственным в истории команды. С этим же тренером «Севилья» взяла ещё один Кубок Испании в сезоне 1947/48.
Ещё раз подойти вплотную к первой строчке по итогам чемпионата «Севилья» смогла только в сезоне 1950/51, отстав от чемпиона — «Атлетико» — на два очка. С 1958 года клуб имеет резервную команду — «Севилья Атлетико». В 1968 году команда вылетела во второй дивизион, затем ей удаётся вернуться в Примеру, а в начале 1970-х команда снова вылетает в Сегунду и возвращается в Примеру по итогам сезона 1974/75. Далее начинается «безвременье» клуба, когда вплоть до 1990-х «Севилья» занимала средние и низшие позиции в высшей испанской лиге. Перед сезоном 1992/93 в «Севилью» из «Наполи» перебрался знаменитый аргентинец Диего Марадона, вернувшийся в футбол после 15-ти месячной дисквалификации из-за употребления кокаина. Вокруг опытного аргентинца сформировалась крепкая команда, которая под руководством тренера Карлоса Билардо до конца сезона боролась за попадание в зону Кубка УЕФА, но не смогла этого сделать, финишировав на 7-м месте, лишь по дополнительным показателям уступив попавшему в зону еврокубков мадридскому «Атлетико», набравшему равное количество очков с «Севильей». По окончании сезона Марадона и Билардо, между которыми в конце сезона возник конфликт покинули клуб. Далее «Севилья» уже под руководством Луиса Арагонеса ещё два года подряд оказывалась в первой десятке, а в сезоне 1994/95 «нервионцы» заняли высокое для себя 5-е место, финишировав в зоне Кубка УЕФА. Но уже в сезоне 1996/97 команда вылетела в Сегунду. Проведя два сезона в Сегунде, «Севилья» смогла вернуться в Ла Лигу, но в сезоне 1999/2000 андалусийцы заняли последнее место в Ла Лиге, вновь вылетев в Сегунду.
В сезоне 2000/01 «Севилья» выигрывает Сегунду и обретает второе дыхание. В сезоне 2003/04 команде удалось дойти до полуфинала Кубка Испании и попасть в еврокубки. Под руководством Хуанде Рамоса «Севилья» впервые в своей истории становится обладателем Кубка УЕФА, обыграв в финале английский «Мидлсбро» со счётом 4:0. Далее следуют новые успехи клуба — сперва выигран Суперкубок УЕФА у «Барселоны» (3:0), в розыгрыше Кубка Испании 2006/07 «Севилья» становится победителем, становится третьей в Примере и повторяет свой успех в Европе — снова выигран Кубок УЕФА, на этот раз в серии послематчевых пенальти в игре с другой испанской командой — «Эспаньолом». Также клуб завоёвывает свой первый Суперкубок Испании.
После череды триумфов Рамос покидает «Севилью» и тренером андалусийцев становится Маноло Хименес, который вывел команду в плей-офф Лиги чемпионов в сезоне 2007/08. В августе случается трагедия, поразившая весь мир — на поле потерял сознание и вскоре скончался Антонио Пуэрта, в свои 22 года считавшийся основным игроком команды и кандидатом в сборную страны. Хименес помогает «Севилье» снова занять третье место в Примере и завоевать последний на данный момент Кубок Испании. Затем в клубе начинается тренерская чехарда, которая завершается лишь в январе 2013 года приглашением экс-тренера «Валенсии» Унаи Эмери, который ранее помогал валенсийцам трижды становиться бронзовыми призёрами чемпионата Испании при тотальной гегемонии «Барселоны» и «Реала» в испанском футболе.
По итогам сезона 2012/13 «красно-белые» заняли всего лишь 9-е место в испанском чемпионате — это был худший результат «Севильи» за последние 10 лет. Однако благодаря тому, что «Малага» и «Райо Вальекано» не смогли пройти финансовую аттестацию УЕФА, именно «Севилья» попадает в Лигу Европы. Клуб продаёт своих лидеров последних лет — Хесуса Наваса и Альваро Негредо в «Манчестер Сити».
В сезоне 2013/14 новый тренер Унаи Эмери с «Севильей» добивается успеха в Европе — выигран трофей Лиги Европы у португальской «Бенфики» в серии послематчевых пенальти. Продав Ивана Ракитича в «Барселону» и Альберто Морено в «Ливерпуль» за €18 млн каждого, Эмери снова приглашает новых футболистов, часть из которых тут же становится игроками основы (Николас Пареха, Тимоте Колодзейчак, Гжегож Крыховяк и Эвер Банега).
В сезоне 2014/15 «Севилья», под руководством Эмери, второй раз подряд выигрывает Лигу Европы, на этот раз, обыграв в финале украинский клуб «Днепр» и стала первым клубом, который выиграл Кубок УЕФА/Лигу Европы УЕФА в четвёртый раз.. В следующем сезоне 2015/16 «Севилья» в третий раз подряд и в пятый раз вообще завоевала трофей Лиги Европы, переиграв в финале английский «Ливерпуль» со счётом 3:1. Эмери покидает клуб, который занимает в чемпионате лишь 7 место, но «Севилья» попадает в Лигу чемпионов, где доходит до 1/8 финала.
Частая смена новых тренеров приводит к тому, что «Севилья» не попадает в Лигу чемпионов по результатам сезона 2017/18.
Перед началом сезона 2018/19 команду возглавляет Пабло Мачин. Контракт с главным тренером заключается на 2 сезона.
15 марта 2019 года Мачин был отправлен в отставку. Причина отставки − неудовлетворительные результаты команды в 2019 году. Команда выбыла из Лиги Европы на стадии 1/8 финала, проиграв пражской «Славии» и заняла 5-е место в чемпионате.
Главным тренером футбольного клуба до конца сезона 2018/19 назначен Хоакин Капаррос. Капаррос уже ранее работал главным тренером «Севильи». В последнее время специалист занимал должность спортивного директора клуба. В дальнейшем он был заменён на Хулена Лопетеги. В сезоне 2019/20 Лопетеги привёл «красно-белых» к победе в Лиге Европы УЕФА (в финале, который из-за пандемии коронавируса был перенесён на август, со счётом 3:2 был повержен миланский «Интер»).

## Дерби и ультрас
У клуба «Севилья» есть два главных дерби, это матчи с клубом «Реал Бетис» (это противостояние называется Севильское дерби). Второе дерби с клубом «Малага» (это дерби носит название Андалусийское дерби). Есть так же дерби с клубом «Кадис». Так же принципиальными соперниками являются: «Реал Мадрид» («Ultras Sur»), «Барселона», «Атлетико Мадрид», «Валенсия», «Спортинг Хихон» («Ultra Boys»).
Ультрас-группы «Севильи»: «Biris Norte», «Youth Firm», «Gate 22». Друзьями считаются: «Алавес» («Eztanda Norte»), «Атлетик Бильбао», «Депортиво Ла-Корунья» («Riazor Blues»), «Херес» («Kolectivo Sur»). Так же есть друзья за пределами Испании, это итальянский «Милан», немецкий «Шальке 04», французский «Олимпик Марсель» («Commando Ultra’84»), итальянская «Модена» («Curva Sud») и шведский «АИК» («Sol Invictus»).

## Достижения

### Национальные
- Чемпионат Испании
  - Чемпион: 1945/46
  - Вице-чемпион (4): 1939/40, 1942/43, 1950/51, 1956/57
- Кубок Испании
  - Обладатель (5): 1935, 1939, 1947/48, 2006/07, 2009/10
  - Финалист (4): 1955, 1961/62, 2015/16, 2017/18
- Суперкубок Испании
  - Обладатель: 2007
- Второй дивизион Испании по футболу
  - Чемпион (5): 1929, 1933/34, 1968/69, 2000/01

### Международные
- Кубок европейских чемпионов / Лига чемпионов УЕФА
  - Четвертьфиналист (2): 1957/58, 2017/18
- Кубок УЕФА / Лига Европы УЕФА
  - Победитель (7, рекорд): 2005/06, 2006/07, 2013/14, 2014/15, 2015/16, 2019/20, 2022/23
- Суперкубок УЕФА
  - Обладатель: 2006

### Прочие трофеи
- Евро-американский Суперкубок
  - Обладатель: 2016
  - Финалист: 2015
- Кубок Андалусии
  - Обладатель (17): 1916/17, 1918/19, 1919/20, 1920/21, 1921/22, 1922/23, 1923/24, 1924/25, 1925/26, 1926/27, 1928/29, 1929/30, 1930/31, 1931/32, 1935/36, 1938/39, 1939/40
  - Финалист (3): 1915/16, 1917/18, 1927/28
- Кубок РЖД
  - Обладатель: 2008

## Стадион
В первые свои 50 лет существования «Севилья» играла домашние матчи на различных полях Севильи и её окрестностей: поле Тринидад, поле Меркантиле, стадионе «Ла-Виктория» и стадионе «Нервион». На последнем клуб принимал гостей с 1928 по 1958 год.
Идея строительства нового стадиона принадлежала Рамону Санчесу Писхуану, президенту клуба в 1932—1941 и 1948—1956 годах, который в 1937 году приобрёл участок земли под будущий стадион поблизости от тогдашней домашней арены «Севильи» «Нервион». План начал реализовываться в 1948 году, когда Санчес Писхуан вернулся к руководству клуба, а строительство началось лишь в 1954 году. Тогда же был проведён и конкурс проектов, в котором победил Мануэль Мартинес Монастерио, позднее разработавший и дизайн стадиона Сантьяго Бернабеу.
Летом 1958 года работы были закончены, а 7 сентября стадион был открыт товарищеским матчем «Севильи» против команды «Реал Хаэн». Восточная и западная трибуны были закончены в 1974 году при президенте Эухенио Монтесе Кабесасе, что позволило увеличить вместимость арены до 70 000 зрителей. Козырёк, мозаика на фасаде (работа Сантьяго дель Кампо) и новое освещение появились у стадиона к началу Чемпионату мира 1982 года. В рамках мирового первенства «Рамон Санчес Писхуан» принял у себя матч группового этапа между сборными СССР и Бразилии, а также полуфинал Франция—ФРГ. На стадионе прошёл финал Кубка европейских чемпионов 1986, в котором румынский «Стяуа» оказался сильнее «Барселоны». В то же время вместимость стадиона была сокращена до 60 000 человек. Последняя модификация «Рамон Санчес Писхуана» была произведена в середине 1990-х годов, когда согласно требованиям ФИФА все трибуны следовало оборудовать пластиковыми сиденьями. Таким образом вместимость уменьшилась до нынешних 45 500 зрителей.
Начиная с 1961 года сборная Испании по футболу провела на стадионе 27 матчей (по состоянию на май 2016 года), одержав 21 победу и сыграв 6 раз вничью.

## Президенты клуба
- Хосе Луис Гальегос (1905—1908)
- Хосе Мария Миро Трепатс (1908—1914)
- Франсиско Хавьер Альба-и-Аларкон (1914—1920)
- Энрике Бальбонтин де Орта (1920—1921)
- Хосе Граэльс Миро (1921—1922)
- Карлос Пиньяр (1922—1923)
- Мануэль Бласко Гарсон (1923—1925)
- Хуан Домингес Осборн (1925—1932)
- Рамон Санчес Писхуан (1932—1941)
- Антонио Санчес Рамос (1941—1942)
- Херонимо Домингес (1942—1948)
- Рамон Санчес Писхуан (1948—1956)
- Франсиско Грасиано Брасаль (1956—1957)
- Рамон де Карранса Гомес (1957—1961)
- Гильермо Морено Ортега (1961—1963)
- Хуан Лопес Санчес (1963—1966)
- Антонио Гарсия Карранса (1966)
- Мануэль Сафра Пойято (1966—1968)
- Хосе Рамон Сиснерос Паласиос (1968—1972)
- Эухенио Монтес Кабеса (1972—1984)
- Рафаэль Каррион Морено (1984)
- Хуан Сильверио де ла Чика Висо (1984)
- Франсиско Рамон Эрреро (1984)
- Габриэль Рохас Фернандес (1984—1986)
- Луис Куэрвас Вильчес (1986—1990)
- Хосе Мария Крус Родригес (1990)
- Луис Куэрвас Вильчес (1990—1995)
- Хосе Мария дель Нидо (1995)
- Франсиско Эскобар Гальего (1995—1996)
- Хосе Мария Гонсалес де Кальдас (1996—1997)
- Рафаэль Каррион Морено (1997—2000)
- Роберто Алес Гарсия (2000—2003)
- Хосе Мария дель Нидо (2003—2013)
- Хосе Кастро Кармона (2013—2023)
- Хосе Мария дель Нидо Карраско (2024—н. в.)

## Главные тренеры клуба
- Хоакин Валенсуэла (1908—1910)
- Эухенио Эйсагирре (1910—1917)
- Хосе Бранд (1917—1921)
- Артуро Остос (1921—1923)
- Чарлз О’Хаган (1923—1924)
- Анхель Вильягран (1924—1927)
- Липпо Херцка (1927—1930)
- Хосе Киранте (1930—1933)
- Рамон Энсинас (1933—1936)
- Хосе Бранд (1939—1941)
- Викториано Сантос (1941—1942)
- Хосе Бранд (1942)
- Патрик О’Коннелл (1942—1945)
- Рамон Энсинас (1945—1947)
- Патрисио Кайседо (1947—1949)
- Гильермо Кампаналь (1949—1953)
- Эленио Эррера (1953—1957)
- Гильермо Кампаналь (1957)
- Сатур Греч (1957)
- Диего Вильялонга (1957—1958)
- Енё Кальмар (1958)
- Хуан Ипинья (1958—1959)
- Гильермо Кампаналь (1959)
- Рамон Энсинас (1959)
- Луис Миро (1959—1961)
- Диего Вильялонга (1961)
- Антонио Барриос (1961—1963)
- Хосе Мария Бусто (1963)
- Отто Бумбель (1963—1964)
- Фердинанд Даучик (1964—1965)
- Игнасио Эйсагирре (1965—1966)
- Хуан Арса Иньиго (1966)
- Сабино Баринага (1966)
- Хуан Арса Иньиго (1967)
- Антонио Барриос (1967—1968)
- Хуан Арса Иньиго (1968—1969)
- Макс Меркель (1969—1971)
- Диего Вильялонга (1971)
- Дан Гиоргиадис (1971—1972)
- Вик Букингем (1972)
- Диего Вильялонга (1972)
- Хуан Арса Иньиго (1972—1973)
- Сальвадор Артигас (1973)
- Эрнст Хаппель (1973)
- Сантос Бедойя (1973—1974)
- Энрике Буке (1974)
- Роки Ольсен (1974—1976)
- Луис Сид Карриега (1976—1979)
- Мигель Муньос (1979—1981)
- Маноло Кардо (1981—1986)
- Джок Уоллес (1986—1987)
- Хавьер Аскаргорта (1987—1989)
- Пепе Оргега (1989)
- Роки Ольсен (1989)
- Висенте Кантаторе (1989—1991)
- Виктор Эспарраго (1991—1992)
- Карлос Билардо (1992—1993)
- Луис Арагонес (1993—1995)
- Тони Оливейра (1995)
- Хуан Карлос Альварес (1995—1996)
- Виктор Эспарраго (1996)
- Хосе Антонио Камачо (1996—1997)
- Карлос Билардо (1997)
- Хулиан Рубио (1997)
- Висенте Мьера (1997)
- Хуан Карлос Альварес (1997—1998)
- Фернандо Кастро Сантос (1998—1999)
- Маркос Алонсо (1999—2000)
- Хуан Карлос Альварес (2000)
- Хоакин Капаррос (2000—2005)
- Хуанде Рамос (2005—2007)
- Маноло Хименес (2007—2010)
- Антонио Альварес (2010)
- Грегорио Мансано (2010—2011)
- Марселино Гарсия Тораль (2011—2012)
- Мичел (2012—2013)
- Унаи Эмери (2013—2016)
- Хорхе Сампаоли (2016—2017)
- Эдуардо Бериссо (2017)
- Винченцо Монтелла (2017—2018)
- Пабло Мачин (2018—2019)
- Хоакин Капаррос (2019)
- Юлен Лопетеги (2019—2022)
- Хорхе Сампаоли (2022—2023)
- Хосе Луис Мендилибар (2023)
- Диего Алонсо (2023)
- Кике Санчес Флорес (2023—2024)
- Франсиско Гарсиа Пимьента (2024—2025)
- Матиас Альмейда (2025—н. в.)

## Текущий состав
| 1  | Испания  | Вр  | Альваро Фернандес                                   | 1998 |  |  |  |  |  |
| 13 | Норвегия | Вр  | Орьян Нюланн                                        | 1990 |  |  |  |  |  |
| 31 | Испания  | Вр  | Альберто Флорес                                     | 2003 |  |  |  |  |  |
| —  | Греция   | Вр  | Одиссеас Влаходимос (в аренде из «Ньюкасл Юнайтед») | 1994 |  |  |  |  |  |
|    |          |     |                                                     |      |  |  |  |  |  |
| 2  | Испания  | Защ | Хосе Кармона                                        | 2002 |  |  |  |  |  |
| 3  | Испания  | Защ | Адриа Педроса                                       | 1998 |  |  |  |  |  |
| 4  | Испания  | Защ | Кике Салас                                          | 2002 |  |  |  |  |  |
| 12 | Чили     | Защ | Габриэль Суасо                                      | 1997 |  |  |  |  |  |
| 22 | Франция  | Защ | Лоик Баде (вице-капитан)                            | 2000 |  |  |  |  |  |
| 23 | Бразилия | Защ | Маркан (вице-капитан)                               | 1996 |  |  |  |  |  |
| 24 | Франция  | Защ | Танги Ньянзу                                        | 2002 |  |  |  |  |  |
|    |          |     |                                                     |      |  |  |  |  |  |
| 6  | Сербия   | ПЗ  | Неманья Гудель (капитан)                            | 1991 |  |  |  |  |  |
| 8  | Испания  | ПЗ  | Жоан Жордан                                         | 1994 |  |  |  |  |  |
| 14 | Испания  | ПЗ  | Пеке Фернандес                                      | 2002 |  |  |  |  |  |

| 16 | Испания     | ПЗ  | Хуанлу Санчес         | 2003 |  |  |  |  |  |
| 17 | Испания     | ПЗ  | Альфон Гонсалес       | 1999 |  |  |  |  |  |
| 18 | Франция     | ПЗ  | Люсьен Агуме          | 2002 |  |  |  |  |  |
| 20 | Швейцария   | ПЗ  | Джибриль Соу          | 1997 |  |  |  |  |  |
| 25 | Бельгия     | ПЗ  | Аднан Янузай          | 1995 |  |  |  |  |  |
| 28 | Испания     | ПЗ  | Ману Буэно            | 2004 |  |  |  |  |  |
|    |             |     |                       |      |  |  |  |  |  |
| 7  | Испания     | Нап | Исаак Ромеро          | 2000 |  |  |  |  |  |
| 9  | Испания     | Нап | Рафа Мир              | 1997 |  |  |  |  |  |
| 10 | Бельгия     | Нап | Доди Лукебакио        | 1997 |  |  |  |  |  |
| 11 | Швейцария   | Нап | Рубен Варгас          | 1998 |  |  |  |  |  |
| 15 | Нигерия     | Нап | Акор Адамс            | 2000 |  |  |  |  |  |
| 19 | Нигерия     | Нап | Келечи Ихеаначо       | 1996 |  |  |  |  |  |
| 21 | Нигерия     | Нап | Чидера Эджуке         | 1998 |  |  |  |  |  |
| 27 | Бельгия     | Нап | Станис Идумбо Музамбо | 2005 |  |  |  |  |  |
| 44 | Пуэрто-Рико | Нап | Леандро Антонетти     | 2003 |  |  |  |  |  |

### Игроки в аренде
| \| № \| \| Поз. \| Имя \| Год рождения \| \| - \| \| ---- \| ------------------------------------------------------ \| ------------ \| \| — \| \| Защ \| Федерико Гаттони (в «Ривер Плейте» до 31 декабря 2025) \| 1999 \| |           |      |                                                        |              |
| № |           | Поз. | Имя                                                    | Год рождения |
| — | Аргентина | Защ  | Федерико Гаттони (в «Ривер Плейте» до 31 декабря 2025) | 1999         |

## Трансферы 2025/2026

### Лето 2025
| Поз. | Игрок                | Предыдущий клуб |
| ---- | -------------------- | --------------- |
| Вр   | Одиссеас Влаходимос* | Ньюкасл Юнайтед |
| Защ  | Габриэль Суасо***    | Тулуза          |
| ПЗ   | Жоан Жордан**        | Алавес          |
| ПЗ   | Аднан Янузай**       | Лас-Пальмас     |
| ПЗ   | Альфон Гонсалес***   | Сельта          |
| Нап  | Келечи Ихеаначо**    | Мидлсбро        |
| Нап  | Рафа Мир**           | Валенсия        |

| Поз. | Игрок                  | Новый клуб      |
| ---- | ---------------------- | --------------- |
| ПЗ   | Альбер Самби Локонга** | Арсенал         |
| ПЗ   | Сауль**                | Атлетико Мадрид |
| Нап  | Сусо***                | Кадис           |

## Рекорды клуба
| №   | Игрок               | Годы                  | Матчи | Голы |
| --- | ------------------- | --------------------- | ----- | ---- |
| 1.  | Хесус Навас         | 2003—2013, 2017—н. в. | 647   | 38   |
| 2.  | Пабло Бланко        | 1972—1984             | 415   | 12   |
| 3.  | Хуан Арса           | 1943—1959             | 414   | 206  |
| 4.  | Маноло Хименес      | 1983—1997             | 413   | 1    |
| 5.  | Марселино Кампаналь | 1950—1965             | 403   | 3    |
| 6.  | Хосе Мария Бусто    | 1942—1958             | 401   | 0    |
| 7.  | Рафаэль Пас         | 1985—1997             | 386   | 27   |
| 8.  | Франсиско Саньосе   | 1971—1986             | 372   | 20   |
| 9.  | Антонио Альварес    | 1975—1988             | 370   | 9    |
| 10. | Лора Энрике Мильян  | 1966—1977             | 334   | 30   |

| №   | Игрок              | Годы      | Голы | Матчи |
| --- | ------------------ | --------- | ---- | ----- |
| 1.  | Гильермо Кампаналь | 1929—1946 | 226  | 283   |
| 2.  | Хуан Арса          | 1943—1959 | 206  | 414   |
| 3.  | Араухо             | 1945—1956 | 159  | 242   |
| 4.  | Фредерик Кануте    | 2005—2012 | 136  | 290   |
| 5.  | Луис Фабиано       | 2005—2011 | 107  | 230   |
| 6.  | Давор Шукер        | 1991—1996 | 89   | 177   |
| 7.  | Альваро Негредо    | 2009—2013 | 85   | 182   |
| 8.  | Бернардо Акоста    | 1969—1975 | 83   | 190   |
| 9.  | Доменек Пинто      | 1946—1958 | 77   | 264   |
| 10. | Виссам Бен Йеддер  | 2016—2019 | 70   | 138   |

## Личные достижения футболистов «Севильи»

### Чемпионы мира
Следующие игроки становились чемпионами мира, являясь игроками «Севильи»:
- Хесус Навас — 2010
- Стивен Нзонзи — 2018
- Гонсало Монтиэль — 2022
- Маркос Акунья — 2022
- Алехандро Гомес — 2022

### Чемпионы Европы
Следующие игроки становились чемпионами Европы, являясь игроками «Севильи»:
- Андрес Палоп — 2008
- Хесус Навас — 2012, 2024
- Альваро Негредо — 2012

### Олимпийские чемпионы
Следующие футболисты становились Олимпийскими чемпионами, являясь игроками «Севильи»:
- Хуанлу Санчес — 2024

### Обладатели кубка Америки
Следующие игроки становились обладателями кубка Америки, являясь игроками «Севильи»:
- Мартин Касерес — 2011
- Маркос Акунья — 2021, 2024

## Форма

### Домашняя
| 1998/99 | 2001/02 | 2002/03 | 2003/04 | 2004/05 | 2005/06 | 2006/07 | 2007/08 | 2008/09 | 2009/10 | 2010/11 |  |
| 2011/12 | 2012/13 | 2013/14 | 2014/15 | 2015/16 | 2016/17 | 2017/18 | 2018/19 | 2019/20 | 2020/21 | 2021/22 |  |
| 2022/23 | 2023/24 | 2024/25 | 2025/26 |         |         |         |         |         |         |         |  |

### Гостевая
| 1998/00 | 2001/02 | 2002/03 | 2003/04 | 2004/05 | 2005/06 | 2006/07 | 2007/08 | 2008/09 | 2009/10 | 2010/11 |
| 2011/12 | 2012/13 | 2013/14 | 2014/15 | 2015/16 | 2016/17 | 2017/18 | 2018/19 | 2019/20 | 2020/21 | 2021/22 |
| 2022/23 | 2023/24 | 2024/25 | 2025/26 |         |         |         |         |         |         |         |

### Резервная
| 2002/03 | 2003/04 | 2004/05 | 2005/06 | 2006/07 | 2007/08 | 2008/09 | 2009/10 | 2010/11 | 2011/12 | 2012/13 |
| 2013/14 | 2014/15 | 2015/16 | 2016/17 | 2017/18 | 2018/19 | 2019/20 | 2020/21 | 2021/22 | 2022/23 | 2023/24 |
| 2024/25 | 2025/26 |         |         |         |         |         |         |         |         |         |

#### Остальные
| 2015/16 | 2019/20 |

#### Кубковые комплекты
| Финал-2007 | Финал-2016 | Финал-2018 |

#### Еврокубковые комплекты

##### Домашняя
| 2004/05    | 2005/06    | Финал-2006 | Суперкубок 2006 | Финал-2007 | Суперкубок 2007 | 2007/08 | 2008/09 | 2009/10 | 2010/11 | 2011/12 |
| Финал-2014 | Финал-2015 |            |                 |            |                 |         |         |         |         |         |

##### Гостевая
| 2007/08 | 2008/09 | 2009/10 | 2010/11 | 2011/12 |

Источники:,